# 콜로니아 (야프주)

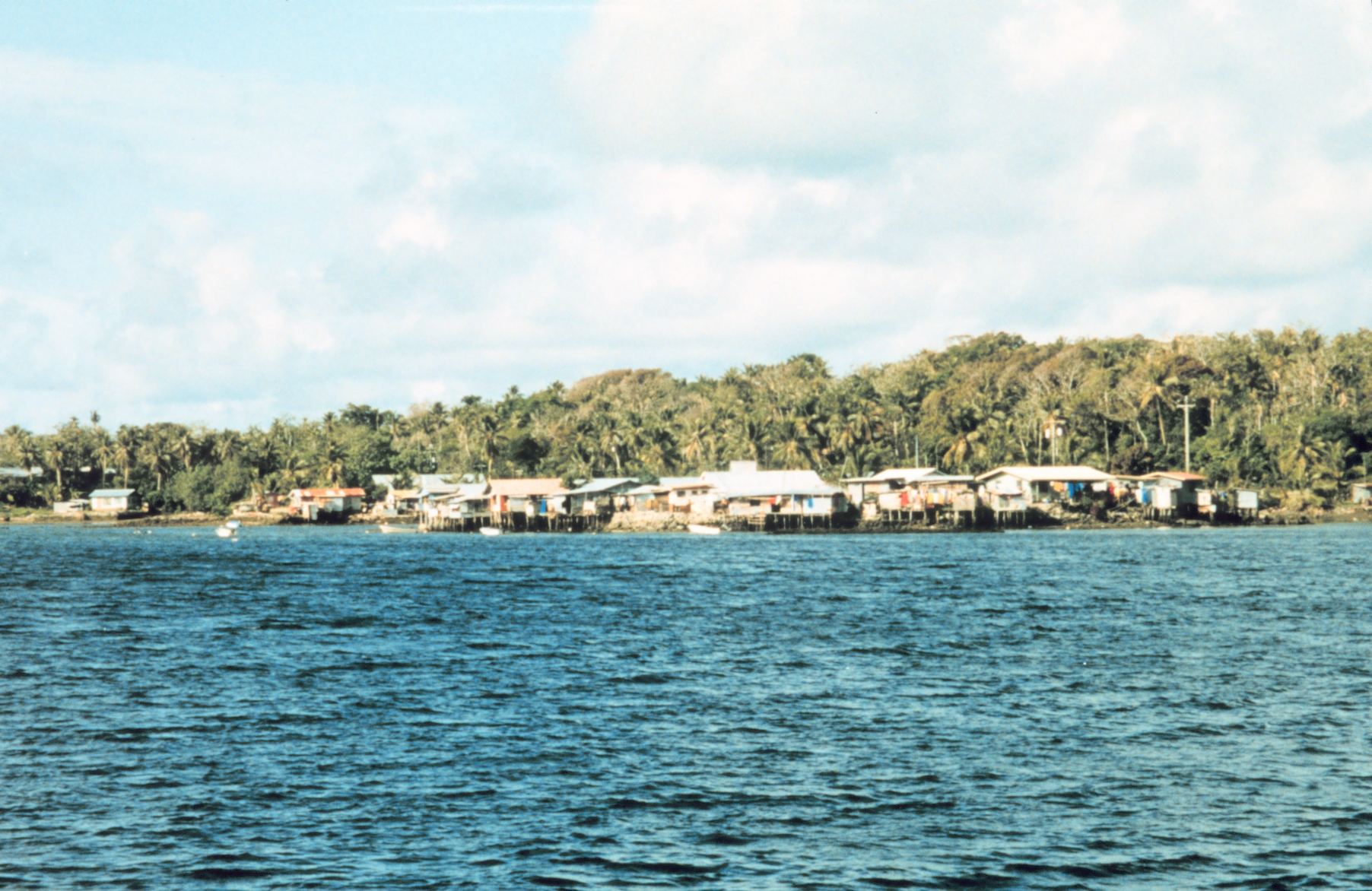
콜로니아의 모습

콜로니아(Colonia)는 미크로네시아 연방 야프주의 주도이다. 야프섬과 주변에 위치한 13개 환초를 포함한다. 콜로니아와 인근의 지방 자치체 10개를 포함한 인구는 7,371명(2010년 기준)이며 다수의 호텔과 항구가 있다. 스페인의 지배를 받고 있던 1885년 스페인의 가톨릭 전도사들에 의해 건설되었다.